# Mari Alkatiri
Mari bim Amude Alkatiri (26 de novembre de 1949) va ser el primer Primer Ministre de Timor Oriental des de la seva independència d'Indonèsia el 2002. Abans d'entrar en la política va ser topògraf i va viure en l'exili a Angola i Moçambic durant l'ocupació del país pels indonesis.
Es va mantenir al càrrec fins a la seva renúncia, el 26 de juny del 2006, a conseqüència de la crisi instaurada al país amb freqüents episodis de violència rondaire, davant els quals va haver d'intervenir una delegació de l'exèrcit australià.